# Bactrocera humilis
Bactrocera humilis
 es una especie de díptero que Drew y Albany Hancock describieron por primera vez en 1981. Bactrocera humilis pertenece al género Bactrocera de la familia Tephritidae.  